# 微点主动防御软件
北京东方微点信息技术有限责任公司，简称东方微点，英文名Micropoint，为创始于2005年1月，是中国一家反病毒软件公司。创始人刘旭为原北京瑞星科技股份有限公司总经理兼总工程师。根据微点官方网站上的介绍，刘旭与其团队“采用‘程序行为自主分析判定’技术，于2005年3月，研制成功微点主动防御软件”。微点主动防御软件是北京奥运会开闭幕式运营中心唯一使用的反病毒软件。
微点官方声称其“主动防御”技术通过分析程序行为判断病毒，一改过去反病毒软件依据“特征码”判断病毒因而具有的“滞后性”，在防范病毒变种及未知病毒方面具有革命性优势。微点是国际上唯一一款不经升级即能防范“熊猫烧香”病毒的杀毒软件。
2005年7月初微点公司即已开始办理产品上市相关手续，但迟迟未获批准。其后发生的所谓“国内首例防病毒公司传播病毒案”造成微点软件上市受阻近3年。
2007年12月29日，微点主动防御技术被列为国家“863”科技攻关项目。2008年6月26日，东方微点公司宣布微点主动防御系统正式上市。

## 虚假案件事件
2009年2月16日，《科技日报》发表《一项重大原始创新何以大难不死——北京东方微点公司起死回生始末》，直言当年的“病毒传播案”为假案，瑞星为幕后黑手，并称北京江民新科技术有限公司、北京金山软件股份有限公司、北京启明星辰信息技术有限公司当年出具了虚假的“病毒暴发”报案材料，从而引发了中国内地杀毒软件市场各方一系列口水战。2月18日，江民发布《江民对有关媒体在"微点案"一文中不实报道的声明》，但网上有视频表明当时江民提供了病毒爆发证明。2月19日9时，瑞星发布声明《记者王学武编造假新闻 恶意诽谤瑞星公司》，同日22时，微点亦发布声明。10月16日，海淀法院认定北京瑞星信息技术有限公司的行为构成对王学武名誉权的侵害。被告北京瑞星信息技术有限公司被判向王学武赔礼道歉，并赔偿精神损害抚慰金五千元。